# Tomasz Rzeszutko
Tomasz Rzeszutko (ur. 27 grudnia 1883 w Terliczce, zm. 22 marca 1952 w Katowicach) – polski fryzjer, perukarz i charakteryzator teatralny.
Urodził się w rodzinie chłopskiej. Jego rodzicami byli Wojciech i Zofia, z domu Michałek. W Terliczce ukończył szkołę ludową, po czym w latach 1895-1900 uczył się zawodu fryzjera-perukarza w Rzeszowie. Przypadkowa znajomość z Tadeuszem Pawlikowskim spowodowała, że rozpoczął (w 1900) pracę we lwowskim Teatrze Miejskim. W 1903, po ukończeniu Szkoły Przemysłowej we Lwowie został kierownikiem pracowni fryzjersko-perukarskiej tego teatru. Wysoka jakość jego pracy przyniosła mu popularność wśród aktorów, którzy chcieli z nim współpracować. Dokształcał się na szkoleniach w Kijowie, Wiedniu i Paryżu. Oprócz pracy zawodowej w Teatrze Miejskim współpracował z teatrami amatorskimi. Robił też peruki dla innych teatrów, w tym dla Metropolitan Opera. 
W teatrze lwowskim pracował do 1941 (z przerwą w latach 1914-1915, gdy Lwów był zajęty przez Rosjan, kiedy to przebywał, z częścią zespołu teatralnego, w Zakopanem. W 1914, w Zakopanem, ożenił się z Stefanią Eugenią z Michnowskich, 1.v. Klimuntowiczową, aktorką tego samego teatru.
Od lat dwudziestych XX wieku był wpływową osobą w lwowskim teatrze.
W 1944 powrócił do teatru i z zespołem przeniósł się w 1945 do Katowic, gdzie pracował w Teatrze Śląskim. W 1951 został przyjęty do Związku Artystów Scen Polskich, co było wyrazem uznania dla jego pracy. 

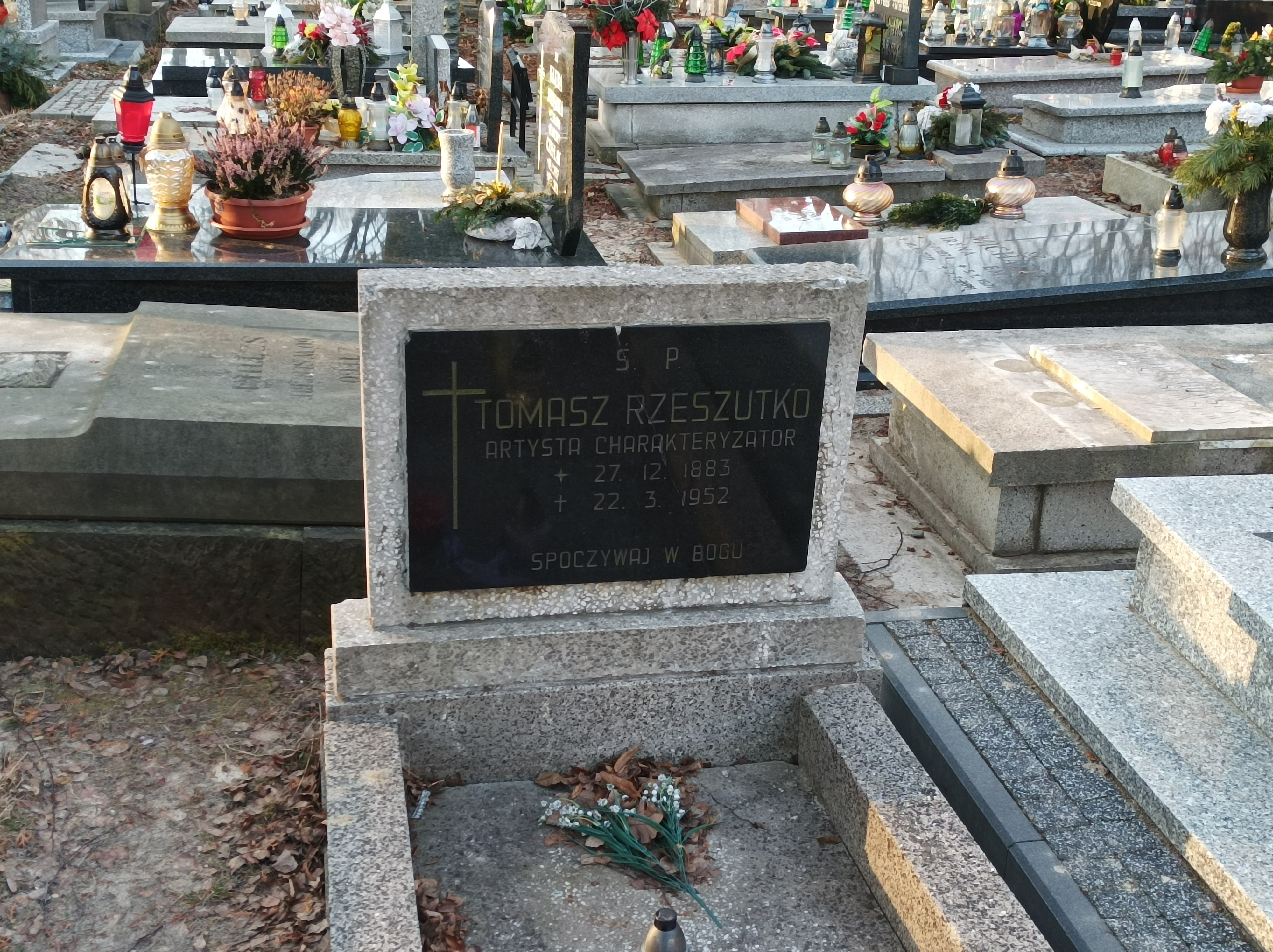
Grób Tomasza Rzeszutki